# Fuck tha Police
«Fuck tha Police» es una canción de protesta del grupo estadounidense de hip hop N.W.A. que aparece en el álbum Straight Outta Compton de 1988, así como en la recopilación de Greatest Hits de la banda. La letra protesta por la brutalidad policial y el perfil racial y la canción ocupó el número 425 en la lista de las 500 mejores canciones de todos los tiempos de Rolling Stone.
Desde su lanzamiento en 1988, el eslogan "Fuck the Police" continúa influyendo en la cultura pop actual en forma de camisetas, obras de arte, expresión política, y ha pasado a otros géneros como se ve en las versiones realizadas por Bone Thugs-n- Harmony, Dope, Rage Against the Machine y Kottonmouth Kings (con Insane Clown Posse).

## Composición
"Fuck tha Police" parodia los procedimientos judiciales invirtiéndolos, al presentar a Dr. Dre como un juez que escucha un enjuiciamiento del departamento de policía.
Tres miembros del grupo, Ice Cube, MC Ren y Eazy-E, toman la posición para "testificar" ante el juez como fiscales. A través de la letra, los raperos critican a la policía local. Dos interludios presentan recreaciones de perfiles raciales estereotípicos y brutalidad policial.

## FBI
La canción provocó que el FBI escribiera a la compañía discográfica de N.W.A acerca de las letras que expresaban su desaprobación y argumentaban que la canción tergiversó a la policía. En su autobiografía Ruthless, el gerente de la banda, Jerry Heller, escribió que la carta era en realidad una acción deshonesta de un "burócrata enojado con un púlpito intimidante" llamado Milt Ahlerich, que pretendía falsamente representar al FBI en su conjunto y que el action "le valió una transferencia a la oficina de Hartford del Bureau". También escribió que eliminó todos los documentos confidenciales de la oficina de Ruthless Records en caso de una redada del FBI.
En la carta del FBI, Ahlerich pasó a hacer referencia a "78 agentes de la ley" que fueron "asesinados gravemente en el cumplimiento de su deber durante 1988" y que grabaciones como las producidas por N.W.A. "fueron desalentadores y degradantes para estos valientes y dedicados oficiales". Ahlerich no mencionó el nombre de ninguna canción de N.W.A en la carta, pero luego confirmó que se refería a "Fuck tha Police".

## Censura

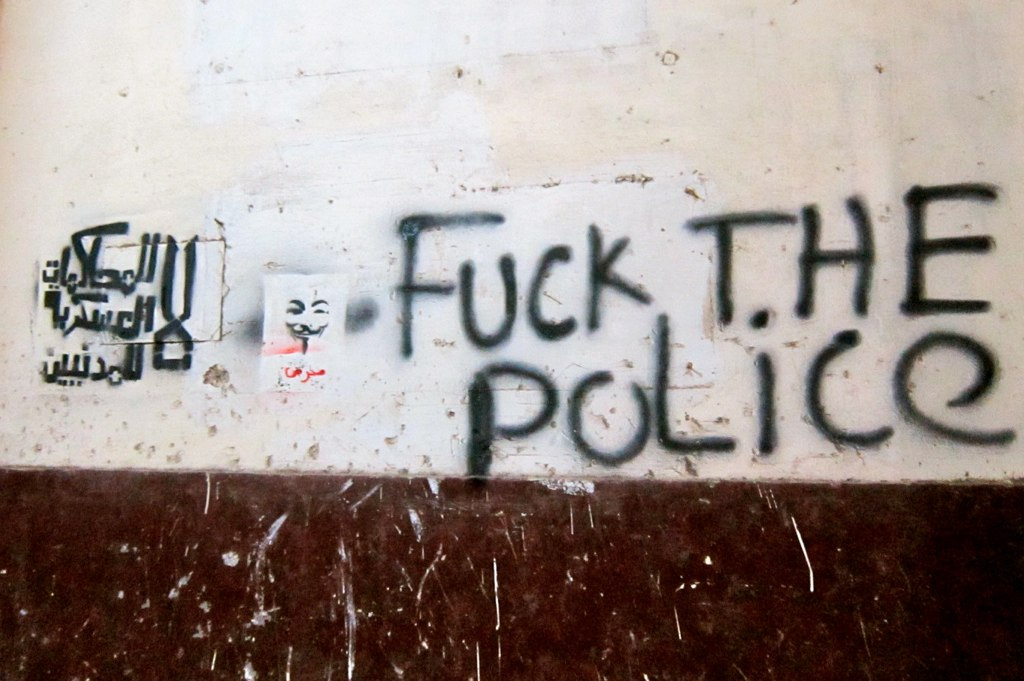
Graffiti en el centro de la ciudad, El Cairo.

En 1989, la emisora de radio juvenil australiana Triple J había estado reproduciendo "Fuck tha Police" (la única emisora de radio del mundo que lo hacía) durante seis meses, antes de que la dirección de la Australian Broadcasting Corporation lo prohibiera tras una campaña de un senador liberal de Australia del Sur. Como reacción, el personal de Triple J se puso en huelga y puso "Express Yourself" de N.W.A. en reproducción continua desde las 9 de la mañana hasta las 4.30 de la tarde (AEST), con un total de 82 reproducciones. La canción iba precedida en cada ocasión por un mensaje que explicaba que, debido a la huelga, se había interrumpido la transmisión normal. En 2005 se descubrió que el sonido del scratch de esa canción fue sampleado para el tema de las noticias de Triple J.
El 10 de abril de 2011, el músico neozelandés de dubstep Tiki Taane fue detenido acusado de "comportamiento desordenado que probablemente provoque el inicio o la continuación de la violencia" tras interpretar la canción en un concierto en un club de Tauranga durante una inspección del club por parte de la policía. El 13 de abril, Tiki declaró a Marcus Lush en Radio Live que la letra de la canción aparece a menudo en sus actuaciones y que su detención fue toda una sorpresa.

## Tabla
| Tabla (2015)                         | Posición |
| ------------------------------------ | -------- |
| Australia (ARIA)                     | 49       |
| UK Singles (Official Charts Company) | 97       |
| US Hot R&B/Hip-Hop Songs (Billboard) | 25       |